# Trtar
Trtar je brdo oko 5 km sjeveroistočno od Šibenika. Proteže se u smjeru sjeverozapad-jugoistok, a najviši vrh brda je Krtolin na visini 503 m n/v.
Brdo je prepoznatljivo po farmi vjetrenjača Trtar-Krtolin koje su lako vidljive s autoceste A1.
Planinarima je zanimljivo sljeme Orlovača, u blizini kojeg je planinarsko sklonište Zlatko Prgin. Za pristup do vrha prikladni su Poučni ekološki put Ante Frua te cesta izgrađena za potrebe kamenoloma i vjetroelektrane. Brdo nije na planinarskim zemljovidima, ali postoji više markiranih staza na Trtru. Zanimljivost na Trtru je promatračnica iz Domovinskog rata zvane Oko sokolovo.